# Matías Oyola
Matías Damián Oyola (Río Cuarto, 15 de outubro de 1982) é um futebolista argentino que atua como meio-campo. Atualmente joga pelo Barcelona de Guayaquil.